# Attilio Mestroni
Attilio Mestroni (San Giorgio di Nogaro, 17 luglio 1911 – ...) è stato un calciatore italiano, di ruolo centrocampista.

## Carriera
Cresciuto nelle giovanili dell'Inter, ha partecipato al campionato di Serie B 1931-1932 con l'Udinese, mentre ha disputato la stagione 1932-1933 con le rondinelle bresciane, esordendo il 18 settembre 1932 a Como nella partita Comense-Brescia (1-3). In quella stagione ha realizzato due reti, una ai Vigevanesi ed una alla Cremonese.
È rientrato all'Inter e la stagione 1934-1935 l'ha disputata in Sardegna con il Cagliari, prima di tornare all'Udinese l'anno successivo.